# Městská knihovna Sokolov
Městská knihovna Sokolov je veřejná knihovna, jejímž zřizovatelem je město Sokolov. Od roku 1961 sídlila v sokolovském zámku, v roce 2020 se přestěhovala do nových prostor na Starém náměstí.

## Historie
Knihovna v bývalém Falknově vznikla po roce 1945 z darů různých institucí a příznivců. Neměla vždy snadnou práci, prošla obdobím několika stěhování a nelze říci, že by bylo vždy zcela dbáno jejích zájmů.
Z městské knihovny, která sloužila jen občanům města Sokolova, se stala v roce 1951 knihovnou s okresní působností. V roce 1961 pak byla přestěhována do sokolovského zámku, který se však v té době opravoval, a tak byly služby čtenářům zajišťovány pouze v rámci omezených možností. Od roku 1970 začala Okresní knihovna Sokolov pracovat jako středisková knihovna pro veřejné knihovny okresu.
Během modernizace knihovny, která probíhala a v letech 1975 až 1978, byly zajišťovány veškeré knihovnické služby v náhradních prostorách. V první etapě bylo vybudováno oddělení pro děti a mládež, čítárna, sklady a sociální zařízení. V dalších etapách bylo zmodernizováno oddělení pro dospívající mládež a proběhla úprava prostor pro administrativu.
Počátkem 90. let začala okresní knihovna s nákupem výpočetní techniky, kterou využívá pro lepší a rychlejší zpracování starého i nového knihovního fondu a pro zkvalitnění výpůjčního procesu. Koncem roku 1993 byly zakoupeny první moduly automatizovaného knihovního systému LANius. Půjčování jeho prostřednictvím bylo zahájeno 22. 6. 1995, a to v oddělení pro dospělé i v oddělení pro děti a mládež zároveň. Čítárna systém LANius využívá od února 1996. V červenci 2005 knihovna přešla na windows verzi LANia – Clavius.
1. července 1997 byla knihovna sloučena s okresním muzeem do jedné organizace – Okresní muzeum a knihovna Sokolov a v důsledku úsporných opatření byly ještě téhož roku zrušeny její 2 pobočky – pro dospělé (v ulici Sokolovská) a pro děti a mládež (v ulici Alšova). V říjnu 1997 byl uživatelům knihovny zpřístupněn veřejný internet.
V roce 2000 došlo k opětovnému oddělení knihovny a muzea a od 1. října 2000 začala fungovat Okresní knihovna Sokolov jako samostatná příspěvková organizace města Sokolov.
Koncem roku 2002 pořídila knihovna ze státní dotace získané v rámci programu „Veřejné informační služby knihoven“ Ministerstva kultury ČR tři další počítače s přístupem k internetu pro veřejnost.
Od 1. ledna 2003, kdy došlo k zániku okresů, přešla knihovna pod město Sokolov a stala se Městskou knihovnou Sokolov. Krajskou knihovnou Karlovy Vary byla zároveň pověřena výkonem regionálních funkcí pro veřejné knihovny na území okresu Sokolov.
V prosinci 2004 bylo otevřeno nové oddělení – oddělení pro nevidomé a slabozraké (zvuková knihovna), na jehož vybudování získala knihovna státní dotace v rámci programů Ministerstva kultury ČR – „Veřejné informační služby knihoven“ a „Knihovna 21. století“. Město Sokolov přispělo 50 000 Kč.
V současné době je v knihovně k dispozici celkem 11 počítačů, z toho dva ve studovně, pět v čítárně a čtyři v oddělení pro děti a mládež. Veřejnost může využívat připojení k internetu a MS WORD a MS EXCEL. Knihovna pořádá informativní a literární pořady pro mateřské a základní školy a různé kulturní akce, např. při příležitosti „Měsíce internetu“, „Týdne knihoven“ a přednášky a besedy pro veřejnost.
V roce 2020 se knihovna přestěhovala ze sokolovského zámku do nově rekonstruovaných objektů na Starém náměstí. Čtenářům se otevřela 1. září 2020.

## Oddělení
- Pro dospělé
- Pro nevidomé a slabozraké
- Bibliografické a studovna
- Pro děti a mládež
- Čítárna
- Kulturněvýchovné činnosti
- Regionálních funkcí

## Služby
- Půjčování knih a časopisů
- Meziknihovní služby
- Odborná konzultační a poradenská služba
- On-line služby (on-line katalog, čtenářské konto)
- Rezervace a prolongace výpůjček
- Zodpovídání dotazů faktografického a bibliografického rázu
- Rozvoz knih handicapovaným občanům města Sokolova
- Služby ve studovně
- Kulturní a vzdělávací akce pro veřejnost
- Služby pro děti a mládež
- Zajištění výkonu regionálních funkcí
- Tvorba, distribuce a oběh výměnného fondu
- Zajištění nákupu, zpracování a distribuce knihovního fondu z prostředků obcí
- Zpracování statistiky za okres Sokolov

## Galerie

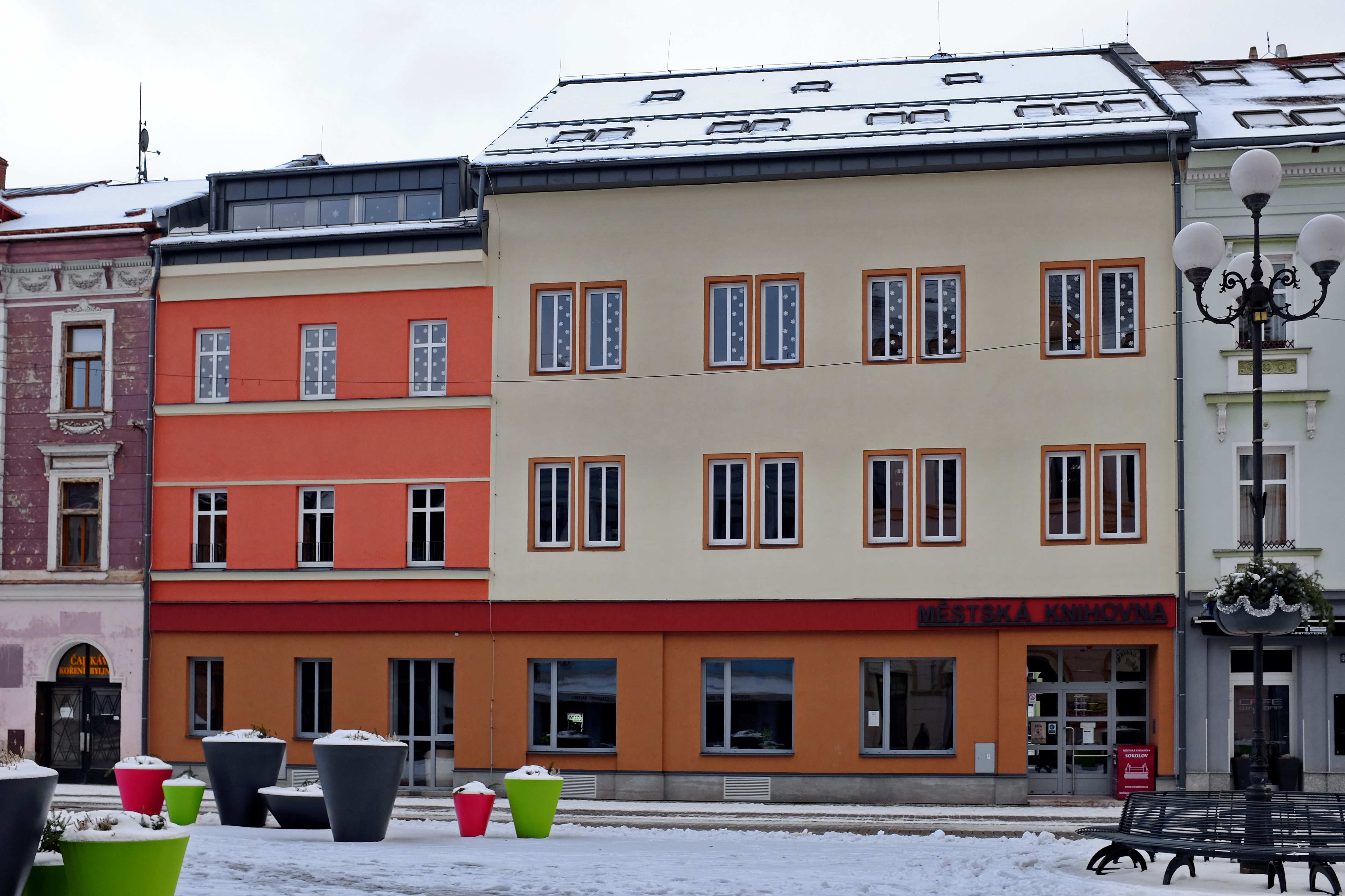
Pohled na knihovnu
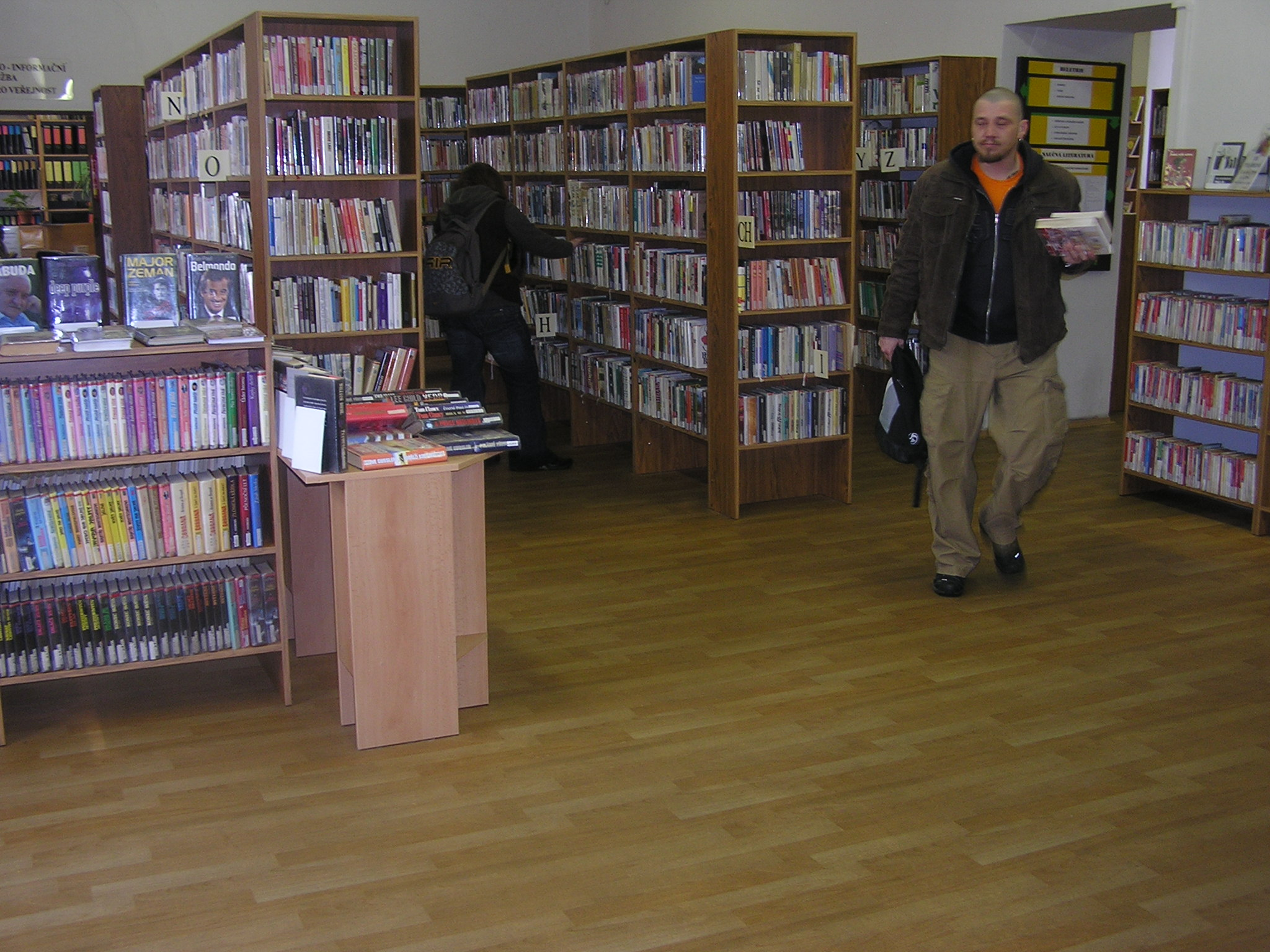
Oddělení pro dospělé čtenáře
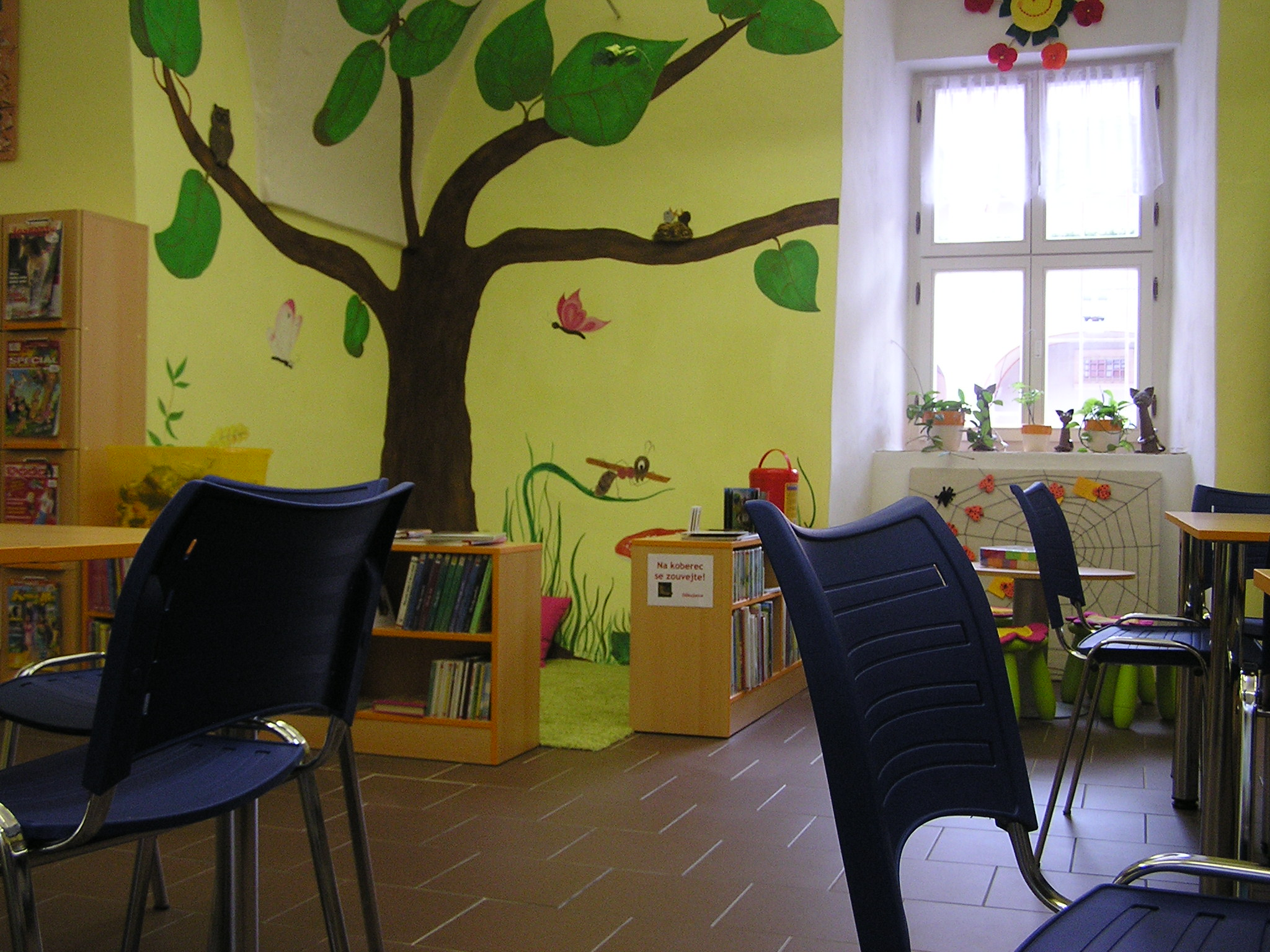
Dětské oddělení